# Oranssi Pazuzu
Oranssi Pazuzu finski je psihodelični black metal-sastav. Ime sastava u prijevodu znači "narančasti Pazuzu", prema kralju demona vjetrova iz babilonske mitologije.

## Povijest sastava
Sastav su 2007. godine osnovali pjevač i gitarist Jun-His te bubnjar Korjak i klaviajturist Evil. Kombinirajući različite utjecaje, od space rocka do black metala, prvi studijski album Muukalainen puhuu objavljuju u travnju 2009. godine. Iduće godine kreću na prvu inozemnu turneju te snimaju split album sa sastavom Candy Cane. Njihov drugi studijski album Kosmonument objavljuje izdavačka kuća Spinefarm Records 2011. godine. Nakon toga svirali su na mnogim europskim festivalima, uključujući Roadburn i Hellfest, a potom u suradnji s producentom Jaimeom Gomezom Arellanom snimaju treći album nazvan Valonielu. Zasada posljednji album Värähtelijä, koji je dobio pozitivne kritike od portala kao što su Allmusic, Pitchfork i Spin objavili su 2016. godine.
Sam sastav za svoju glazbu kaže da "priziva zvukove iz mračnih kutova svemira i uma"

## Članovi sastava
Trenutačna postava
- Korjak – bubnjevi
- Moit – gitara
- Evil – udaraljke, klavijature
- Ontto – bas-gitara
- Jun-His – vokal, gitara

Bivši članovi
- Moit - gitara

## Diskografija
Studijski albumi
- Muukalainen puhuu (2009.)
- Kosmonument (2011.)
- Valonielu (2013.)
- Värähtelijä (2016.)
- Mestarin kynsi (2020.)
- Muuntautuja (2024.)

EP-ovi
- Farmakologinen (2017.)
- Kevät / Värimyrsky (2017.)

Split albumi
- Candy Cane / Oranssi Pazuzu (2010.)

## Vanjske poveznice
- Službena stranica